# Obras de referencia médica de Dorland
Dorland (Dorland's en inglés) es la marca de una familia de obras de referencia médica, que incluye diccionarios, libros de ortografía (spellers/word books), y software corrector ortográfico en varios medios (incluyendo libros impresos, CD-ROM y contenido en línea). Los productos más importantes son el Diccionario enciclopédico ilustrado de medicina Dorland (Dorland's Illustrated Medical Dictionary), actualmente en su 32.ª edición en inglés y 30.ª edición en español, y el Diccionario médico ilustrado de bolsillo Dorland (Dorland's Pocket Medical Dictionary), actualmente en su 28.ª edición en inglés y 26.ª edición en español. El primero fue publicado por primera vez en 1890 con el nombre de American Illustrated Medican Dictionary, con 770 páginas. La edición de bolsillo, que recibió el nombre de American Pocket Medical Dictionary, fue publicada por primera vez en 1898, con alrededor de 500 páginas.
Con la muerte del editor William Alexander Newman Dorland en 1956, los diccionarios fueron cambiados de título para incorporar su nombre. El diccionario ilustrado ha crecido hasta 2208 páginas en su 31.ª edición.

## Lista de productos

### En lengua inglesa, publicados por Saunders
- American Illustrated Medical Dictionary (hasta 1956)
- American Pocket Medical Dictionary (hasta 1956)
- Dorland's Illustrated Medical Dictionary (actualmente en su 32.ª edición)
- Dorland's Illustrated Medical Dictionary en CD-ROM
- Dorland's Illustrated Medical Dictionary en línea (actualmente retirada su previsualización gratuita)
- Dorland's Pocket Medical Dictionary (actualmente en su 27.ª edición)
- Dorland's Pocket Medical Dictionary en CD-ROM
- Dorland's Electronic Medical Speller CD-ROM (varias versiones publicadas)
- Dorland's Alternative Medicine Word Book for Medical Transcriptionists (2003) (ISBN 0721695221)
- Dorland's Dentistry Word Book for Medical Transcriptionists (2003) (ISBN 0721693938)
- Dorland's Pediatrics Word Book for Medical Transcriptionists (2003) (ISBN 0721695248)
- Dorland's Psychiatry Word Book for Medical Transcriptionists (2003) (ISBN 072169523X)
- Dorland's Dermatology Word Book for Medical Transcriptionists (2002) (ISBN 0721695264)
- Dorland's Laboratory/Pathology Word Book for Medical Transcriptionists (2002) (ISBN 0721695256)
- Dorland's Medical Equipment Word Book for Medical Transcriptionists (2002) (ISBN 0721695213)
- Dorland's Gastroenterology Word Book for Medical Transcriptionists (2001) (ISBN 072169389X)
- Dorland's Immun. & Endocrinology Word Book for Medical Transcriptionists (2001) (ISBN 072169392X)
- Dorland's OB/GYN Word Book for Medical Transcriptionists (2001) (ISBN 0721693911)
- Dorland's Orthopedic Word Book for Medical Transcriptionists (2001) (ISBN 0721693903)
- Dorland's Plastic Surgery Word Book for Medical Transcriptionists (2001) (ISBN 0721693954)
- Dorland's Cardiology Word Book for Medical Transcriptionists (2000) (ISBN 072169151X)
- Dorland's Neurology Word Book for Medical Transcriptionists (2000) (ISBN 0721690785)
- Dorland's Radiology/Oncology Word Book for Medical Transcriptionists (2000) (ISBN 0721691501)
- Dorland's Dentistry Speller (1994)
- Dorland's Medical Speller (1992)
- Dorland's Cardiology Speller (1992)
- Dorland's Medical Abbreviations (1992)

### Libros coeditados
Además de los títulos de Saunders en inglés, también se han traducido numerosas coediciones alrededor del mundo. Se listan a continuación las últimas coediciones traducidas del producto estrella Dorland's Illustrated Medical Dictionary, junto con los idiomas de las traducciones y los nombres de las editoriales:
- Chino (28.ª edición)—Xi'an World Publishing Corp., Xi'an, China.
- Indonesio (26.ª edición)—E.G.C. Medical Publishers, Yakarta, Indonesia.
- Italiano (28.ª edición)—Edizioni Scientifiche Internazionali (ESI), Milán, Italia.
- Japonés (28.ª edición)—Hirokawa Publishing Company, Tokio, Japón.
- Portugués (28.ª edición)—Editiora Manole Ltda., São Paulo, Brasil.
- Español (30.ª edición)—Elsevier España, S.A., Madrid, España.

## Editorial
El diccionario Dorland fue publicado durante cerca de un siglo por W.B. Saunders Company, que era una editorial médica independiente la mayor parte de ese tiempo. En los años 1980 y 1990, W.B. Saunders fue adquirido primero por CBS y luego por Harcourt. Actualmente la compañía ha sido absorbida por Elsevier, donde el nombre Saunders (sin el W.B.) se usa como nombre de impresión.
Contexo Media's Dorland Healthcare Information, editorial de Dorland's Medical Directory, parece no tener relación con Elsevier, Saunders, y la familia Dorland de obras de referencia médica.